# Lullabies to Paralyze
Lullabies to Paralyze ist das vierte Studioalbum der kalifornischen Rockband Queens of the Stone Age. Es wurde von August bis November 2004 in Van Nuys eingespielt und am 21. März 2005 veröffentlicht. Es ist das erste Studioalbum nach Nick Oliveris Rauswurf und gleichzeitig das erste Album mit Troy Van Leeuwen und Joey Castillo.

## Titelliste

### Europäische Version
1. This Lullaby (Homme, Van Leeuwen, Castillo, Mark Lanegan) – 1:22
2. Medication (Homme, Van Leeuwen, Castillo, Lanegan) – 1:54
3. Everybody Knows That You Are Insane (Homme, Van Leeuwen, Castillo) – 4:14
4. Tangled Up in Plaid (Homme, Van Leeuwen, Castillo, Lanegan) – 4:13
5. Burn the Witch (Homme, Van Leeuwen, Castillo) – 3:35
6. In My Head (Homme, Van Leeuwen, Castillo, Alain Johannes, Josh Freese) – 4:01
7. Little Sister (Homme, Van Leeuwen, Castillo) – 2:54
8. I Never Came (Homme, Van Leeuwen, Castillo) – 4:48
9. Someone’s in the Wolf (Homme, Van Leeuwen, Castillo) – 7:15
10. The Blood is Love (Homme, Van Leeuwen, Castillo) – 6:37
11. Skin on Skin (Homme, Van Leeuwen, Castillo) – 3:42
12. Broken Box (Homme, Van Leeuwen, Castillo) – 3:02
13. “You Got a Killer Scene There, Man…” (Homme, Van Leeuwen, Castillo) – 4:56
14. Long Slow Goodbye (Homme, Van Leeuwen, Castillo, Lanegan) – 6:50
15. Like a Drug (Homme) – 3:16

### Internationale Bonustracks
- Infinity (Homme) – 3:59 (neue Version; es existiert bereits eine Version, die 2000 veröffentlicht wurde)
- Precious and Grace  (Frank Beard, Billy Gibbons, Dusty Hill) – 3:23 (ZZ-Top-Cover)

### Bonus-DVD
- The Way Finds You – 27:20 (Making of des Albums)
- Someone’s in the Wolf – 7:24 (Musikvideo)
- Josh's Session – 10:24 (Interview mit Sarah Silverman)

### Limited Tour Edition
In Großbritannien wurde das Album mit einer zweiten CD mit sechs Live-Aufnahmen verkauft.
1. The Lost Art of Keeping a Secret (Homme, Nick Oliveri) – 3:54
2. Little Sister (Homme, Van Leeuwen, Castillo) – 2:56
3. In My Head (Homme, Van Leeuwen, Castillo, Johannes, Freese) – 3:56
4. No One Knows (Homme, Lanegan) – 6:48
5. A Song for the Dead (Homme, Lanegan) – 6:24
6. Regular John (Homme, Alfredo Hernández, John McBain) – 9:48

Laut Booklet wurden sämtliche Lieder Live am 19. März 2005 im Earthlink, Atlanta aufgenommen. Ein Teil der Aufnahmen stammt jedoch vom 27. März 2005 aus dem 9:30 Club in Washington, D.C., da man Homme sich bei DC bedanken hört.

## Beteiligte Musiker
Neben Josh Homme, Troy Van Leeuwen und Joey Castillo wirken wie gewohnt eine große Zahl Gastmusiker auf dem Album mit.
- Alain Johannes – Gitarre auf Burn the Witch, In My Head, Little Sister und Skin on Skin; Bass auf Everybody Knows That You Are Insane und Tangled Up in Plaid; sowie Bass, Flöte und Zither auf Someone’s in the Wolf
- Mark Lanegan – Gesang auf This Lullaby, Burn the Witch, “You Got a Killer Scene There, Man…” und Precious and Grace
- Chris Goss –  Gesang auf “You Got a Killer Scene There, Man…”
- Billy Gibbons – Gesang und Gitarre auf Burn the Witch, “You Got a Killer Scene There, Man…” und Precious and Grace
- Dave Catching – Gitarre auf The Blood is Love
- Jack Black – Klatschen auf Burn the Witch und Broken Box
- Jesse Hughes – Flöte auf Someone’s in the Wolf
- Shirley Manson – Gesang auf “You Got a Killer Scene There, Man…”
- Brody Dalle – Gesang auf “You Got a Killer Scene There, Man…”
- Joe Barresi – Triangel auf Tangled Up in Plaid
- The Main Street Horns – Tuba und Posaune auf I Never Came, Someone’s in the Wolf und Skin on Skin
- Josh Freese – Lyrics zu In My Head

## Besonderes
- In My Head und Like a Drug stammen aus Hommes Nebenprojekt Desert Sessions.
- The Fun Machine Took a Shit and Died wurde für das Album aufgenommen, jedoch wurden die Tapes verlegt und waren unauffindbar. Im Booklet steht hierzu: “Was lost or misplaced. (There is a reward for the return of said tapes)”
- Zwei Konzerte  der Lullabies to Paralyze-Tour in London wurden für die DVD Over the Years and Through the Woods aufgezeichnet.
- Der Titel Lullabies to Paralyze stammt aus einer Zeile des Liedes Mosquito Song vom Vorgängeralbum.
- Das Lied In My Head ist Teil der Spielmusik von Need for Speed: Underground 2.
- Eine LP-Fassung des Albums wurde von Greg Werckmans Label AntAcidAudio veröffentlicht.[2]